# NGC 5443
NGC 5443 (другие обозначения — UGC 8958, MCG 9-23-26, ZWG 272.20, IRAS14004+5603, PGC 49993) — спиральная галактика с перемычкой (SBb) в созвездии Большая Медведица.
Этот объект входит в число перечисленных в оригинальной редакции «Нового общего каталога».